# 紅樹林站
25°09′15″N 121°27′32″E / 25.1541029°N 121.4590019°E
紅樹林站位於台灣新北市淡水區外竿蓁林地區，為台北捷運淡水信義線（淡水線）與新北捷運淡海輕軌綠山線的轉乘站。

## 車站概要
車站位於中正東路西側，八勢路口一帶、近淡金路（俗稱登輝大道）。捷運興建時曾暫名「竿蓁」，取自車站附近地名，於通車前定為現名，取自保育類胎生植物「紅樹林」，車站西側即為紅樹林保護區。車站編號的部分，淡水信義線為R27，淡海輕軌為V01。
本站所在地距離淡金路口台二線與台二乙線分岔口僅200公尺，連結公路運輸，使本站成為北海岸地區的重要轉運站。此外，由於淡水線與本站的啟用，又隨著水岸住宅風潮的興起，站前出現大批公寓大樓、綠化完善的中正東路及站後的紅樹林保護區，車站西側設有紅樹林生態展示館。

## 車站構造

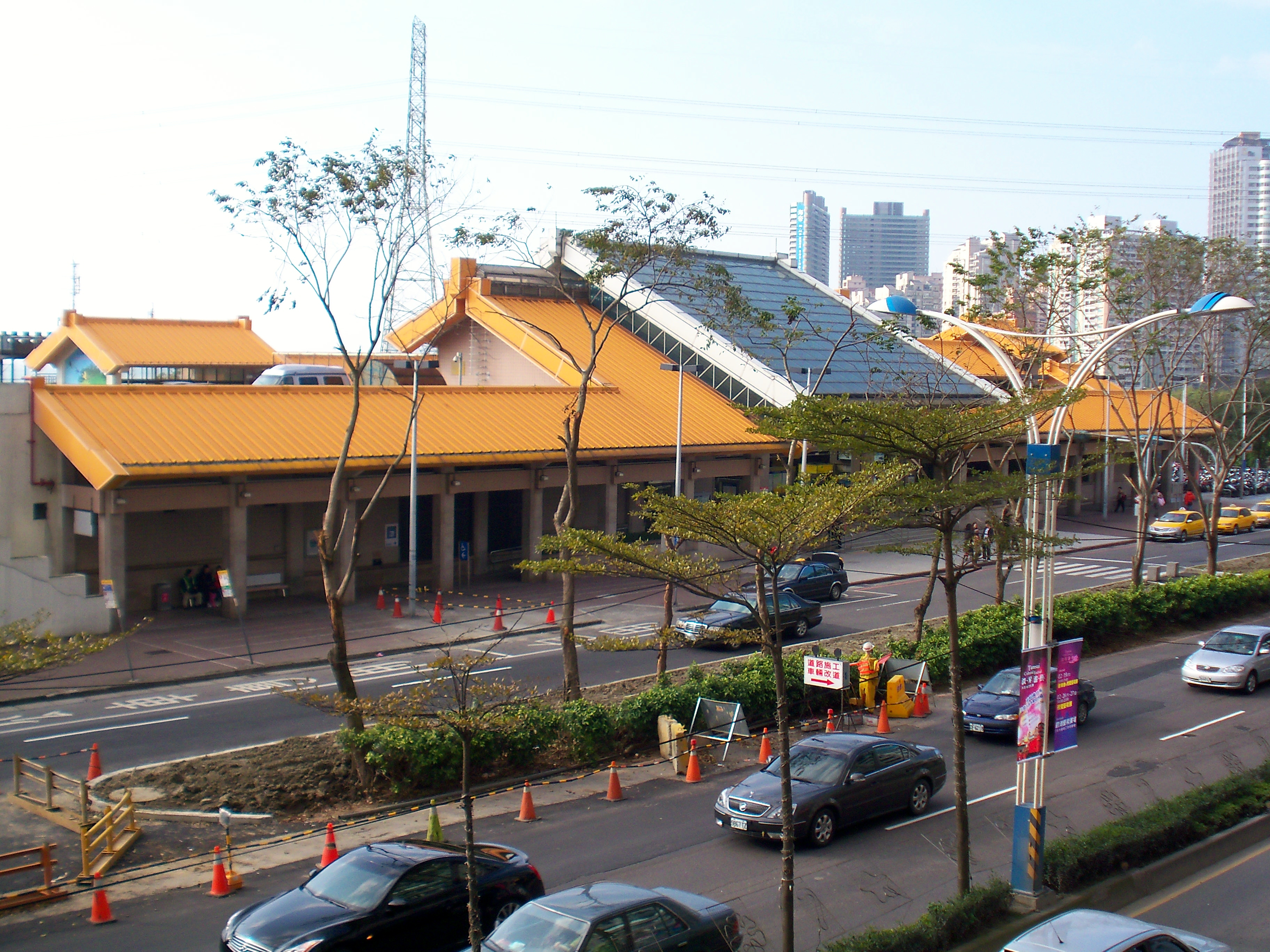
車站全貌

本站為平面與高架交會車站，台北捷運淡水信義線為地面車站，設有兩座出入口，側式月台兩座，並設有半高式月台門。 新北捷運淡海輕軌綠山線為高架車站，設有一座出入口，島式月台一座。兩系統間設有連通道轉乘。
本站為淡海輕軌唯一的高架島式月台輕軌車站。
2號出口連接林務局紅樹林生態展示舘及停車場，車站南側附建有三層汽車停車場，提供近200個停車位，以悠遊卡計時收費。

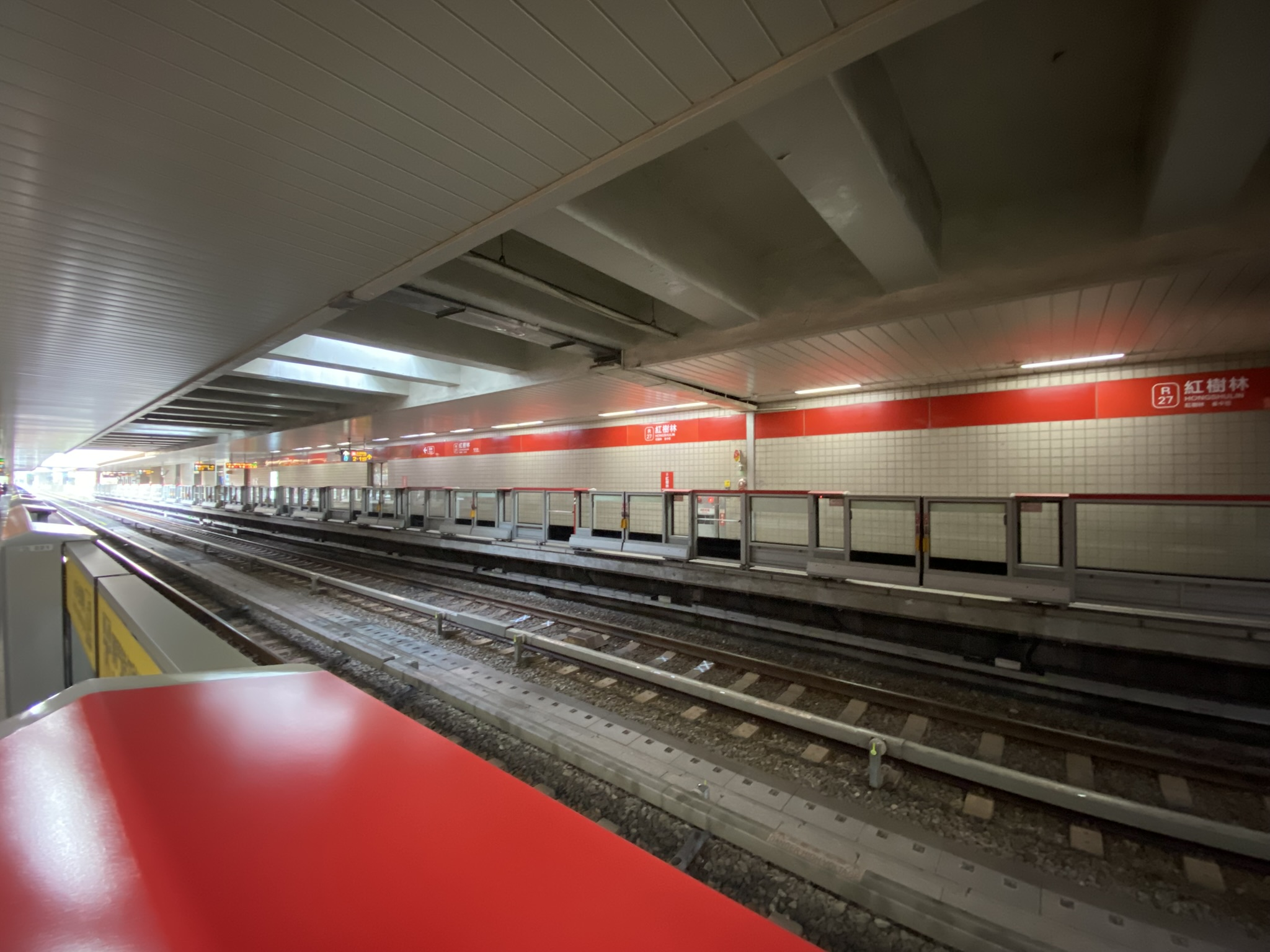
淡水信義線月台

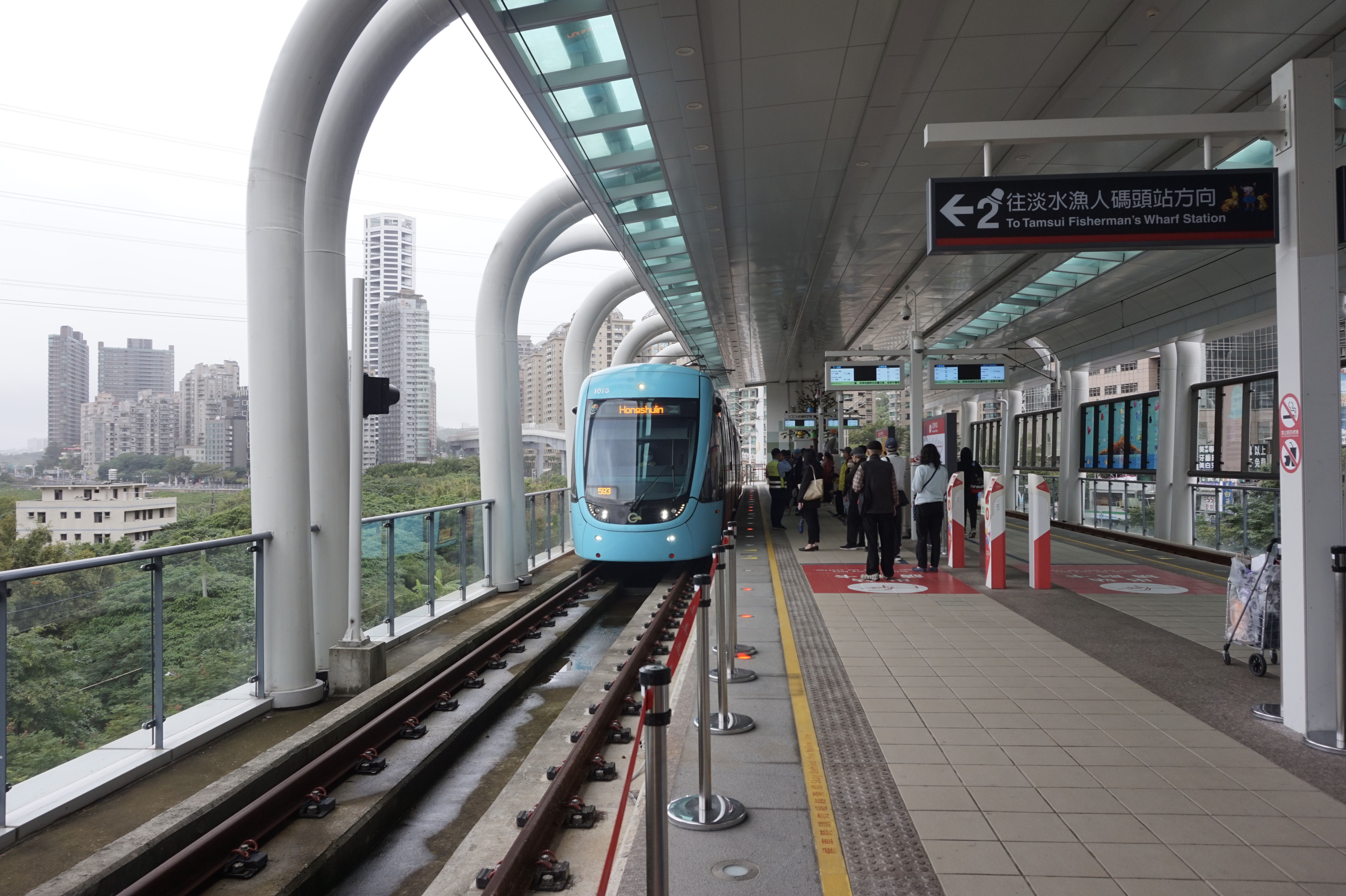
淡海輕軌月台

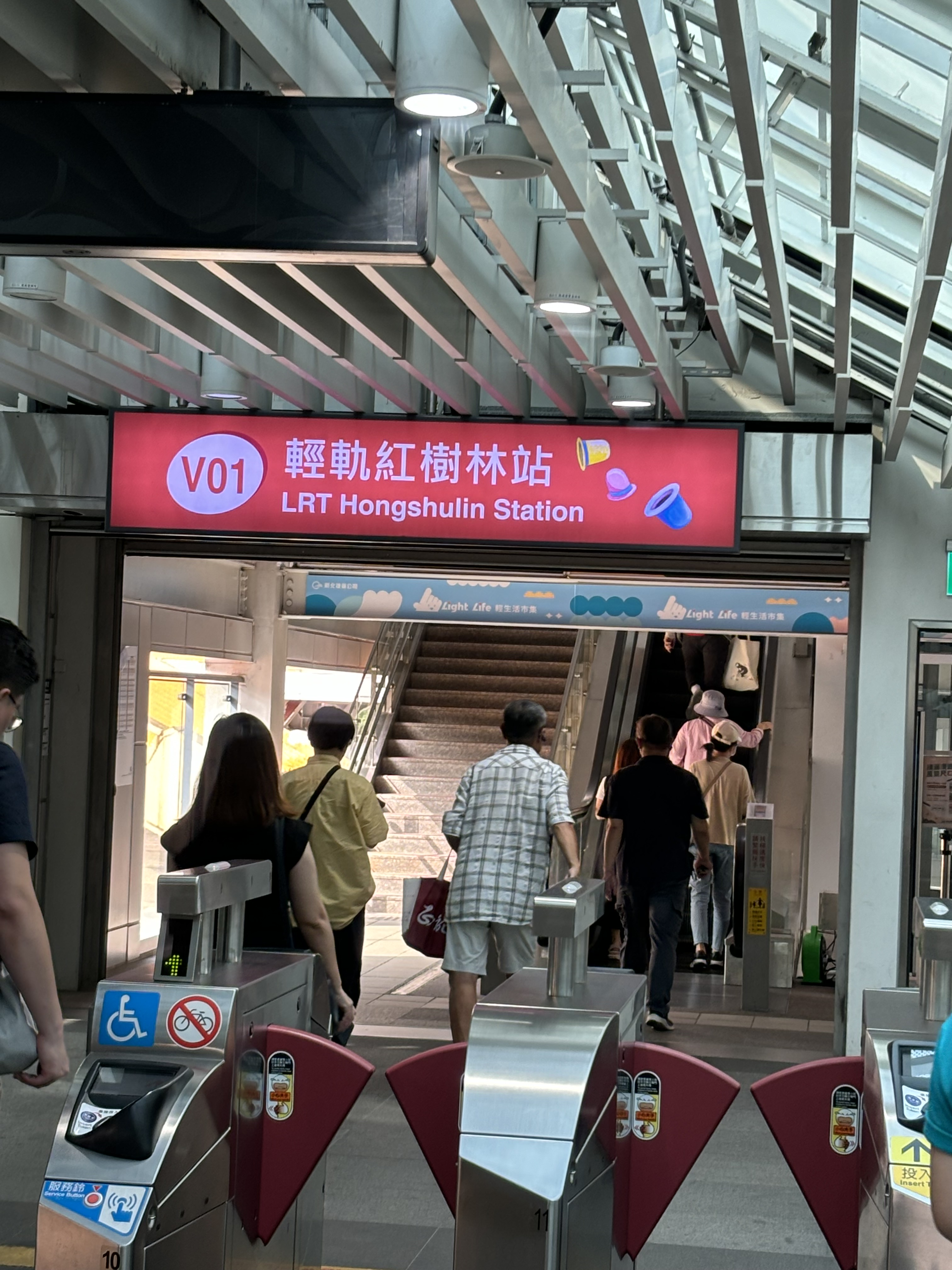
台北捷運淡水信義線紅樹林站閘門出口通往新北捷運淡海輕軌紅樹林站

### 車站樓層
| 地上 三樓 | 一月台                 | ← 淡海輕軌綠山線 往崁頂方向（V02 竿蓁林站）         |
| 地上 三樓 | 島式月台，左／右側開門 |                                                     |
| 地上 三樓 | 二月台                 | ← 淡海輕軌藍海線 往淡水漁人碼頭方向（V02 竿蓁林站） |

| 地上 二樓 | 連通層 | 淡水信義線詢問處、淡水信義線月台連絡天橋、淡海輕軌轉乘通道、淡海輕軌詢問處 |

| 地面 |                                         |
| 大廳層 （接一月台） |                                         |
| 淡水信義線大廳、詢問處、小賣店、出入口、自動售票機 驗票閘門、洗手間（站體東側付費區內） 淡海輕軌詢問處、洗手間、商品館（左列設施皆於站外設置） 出入口、連通道、殘障電梯 |                                         |
| 側式月台，右側開門 |                                         |
| 一月台 | ← 淡水信義線 往終點站方向（R28 淡水站） |
| 二月台 | 淡水信義線 往象山方向（R26 竹圍站）→    |
| 側式月台，右側開門 |                                         |

### 車站出口
捷運淡水信義線車站出口1位於車站東側，出口2位於車站西側。
| 台北捷運淡水信義線紅樹林站出入口 |      |                                                                     |
| 出入口                           | 圖片 | 位置                                                                |
| 出入口1                          |      | 中正東路二段2段68號、近淡海輕軌紅樹林站（台北捷運淡水信義線出入口） |
| 出入口2                          |      | 自行車步道紅樹林段、近紅樹林生態展示館（捷運淡水信義線出入口）      |
| 註： 設有電梯 \| 設有手扶梯      |      |                                                                     |

淡海輕軌車站位於淡水信義線站體北側，僅於車站東側設置出口。
| 新北捷運淡海輕軌綠山線紅樹林站出入口 |      |                                              |
| 出入口                               | 圖片 | 位置                                         |
| 單一出入口 · 設有電梯 · 設有手扶梯   |      | 中正東路二段（新北捷運淡海輕軌綠山線出入口） |

## 歷史
- 計畫階段時，暫訂站名竿蓁林。
- 1997年3月28日：隨著淡水線「淡水－中山」段正式通車而啟用[6]（p. 327）。
- 2003年：配合台北市政府改採漢語拼音為主要譯名標準的新政策，站名的官方英譯由原本威妥瑪拼音的Hung Shulin Station改為Hongshulin Station。[7][8]
- 2015年2月17日：發生暴力事件，一名外籍乘客在捷運紅樹林站的車廂內，和穿著類似工人服裝的台灣男子，發生爭執，外籍男子被打破頭，倒在地上，打人的還不斷叫罵，車廂靠站後，站務人員立刻將受傷之該名外籍男子送醫，送往淡水馬偕醫院，警方後來也將該名台灣男子送辦。
- 2018年6月8日：半高式月台門正式啟用。
- 2018年12月23日：隨著新北捷運系統淡海輕軌綠山線「紅樹林－崁頂」段正式通車而啟用[9]。
- 2019年4月16日：本站月台連絡天橋增設的2部電扶梯啟用。[10]
- 2019年6月30日：星巴克淡海輕軌紅樹林門市正式開幕[11]。
- 2019年7月1日：本站的淡海輕軌和淡水信義線之間連通道正式啟用[12][13][14]。

## 利用狀況
根據2024年12月資料，本站每日旅運量約為28,076人次，在台北捷運各站中排行第60名。

| 年   | 年間      | 年間      | 年間      | 年間   | 單日平均 | 單日平均 |
| 年   | 上車      | 下車      | 上下車計  | 來源   | 上車     | 上下車   |
| ---- | --------- | --------- | --------- | ------ | -------- | -------- |
| 1997 | 222,108   | 195,991   | 418,099   | [ 15 ] | 796      | 1,499    |
| 1998 | 578,116   | 489,011   | 1,067,127 | [ 15 ] | 1,584    | 2,924    |
| 1999 | 989,428   | 851,748   | 1,841,176 | [ 15 ] | 2,711    | 5,044    |
| 2000 | 1,450,337 | 1,466,372 | 2,916,709 | [ 15 ] | 3,963    | 7,969    |
| 2001 | 1,520,783 | 1,647,971 | 3,168,754 | [ 15 ] | [ 註 2 ] | [ 註 2 ] |
| 2002 | 1,646,453 | 1,792,019 | 3,438,472 | [ 15 ] | 4,511    | 9,420    |
| 2003 | 1,708,373 | 1,830,942 | 3,539,315 | [ 15 ] | 4,680    | 9,697    |
| 2004 | 1,875,719 | 1,969,238 | 3,844,957 | [ 15 ] | 5,125    | 10,505   |
| 2005 | 1,882,178 | 1,957,989 | 3,840,167 | [ 15 ] | 5,157    | 10,521   |
| 2006 | 1,934,948 | 2,000,497 | 3,935,445 | [ 15 ] | 5,301    | 10,782   |
| 2007 | 1,954,159 | 2,021,132 | 3,975,291 | [ 15 ] | 5,354    | 10,891   |
| 2008 | 2,107,721 | 2,178,924 | 4,286,645 | [ 15 ] | 5,759    | 11,712   |
| 2009 | 2,174,884 | 2,250,033 | 4,424,917 | [ 15 ] | 5,959    | 12,123   |
| 2010 | 2,354,414 | 2,405,942 | 4,760,356 | [ 15 ] | 6,450    | 13,042   |
| 2011 | 2,491,923 | 2,554,088 | 5,046,011 | [ 15 ] | 6,827    | 13,825   |
| 2012 | 2,594,718 | 2,674,449 | 5,269,167 | [ 15 ] | 7,089    | 14,397   |
| 2013 | 2,588,513 | 2,553,614 | 5,142,127 | [ 15 ] | 7,092    | 14,088   |
| 2014 | 2,614,141 | 2,540,450 | 5,154,591 | [ 15 ] | 7,162    | 14,122   |
| 2015 | 2,653,185 | 2,570,229 | 5,223,414 | [ 15 ] | 7,269    | 14,311   |
| 2016 | 2,516,806 | 2,418,640 | 4,935,446 | [ 15 ] | 6,877    | 13,485   |
| 2017 | 2,464,485 | 2,340,038 | 4,804,523 | [ 15 ] | 6,752    | 13,163   |
| 2018 | 2,639,848 | 2,537,573 | 5,177,421 | [ 15 ] | 7,232    | 14,185   |
| 2019 | 3,705,644 | 4,072,011 | 7,777,655 | [ 15 ] | 10,152   | 21,309   |
| 2020 | 3,504,293 | 3,873,168 | 7,377,461 | [ 15 ] | 9,575    | 20,157   |
| 2021 | 3,064,125 | 3,383,462 | 6,447,587 | [ 15 ] | 8,395    | 17,665   |
| 2022 | 3,385,936 | 3,723,813 | 7,109,749 | [ 15 ] | 9,277    | 19,479   |
| 2023 | 4,049,863 | 4,551,245 | 8,601,108 | [ 15 ] | 11,096   | 23,565   |

| 年   | 年間      | 年間      | 年間      | 年間     | 1日平均 | 1日平均 |
| 年   | 上車      | 下車      | 上下車計  | 來源     | 上車    | 上下車  |
| ---- | --------- | --------- | --------- | -------- | ------- | ------- |
| 2018 | 沒資料    | 沒資料    | 沒資料    | [ 註 3 ] | 沒資料  | 沒資料  |
| 2019 | 1,471,000 | 999,000   | 2,470,000 | [ 註 4 ] | 4,404   | 7,395   |
| 2020 | 1,645,000 | 1,163,000 | 2,808,000 | [ 註 5 ] | 4,495   | 7,672   |
| 2021 | 1,674,000 | 1,260,000 | 2,934,000 | [ 18 ]   | 4,586   | 8,038   |
| 2022 | 1,892,763 | 1,445,031 | 3,337,794 | [ 註 6 ] | 5,186   | 9,145   |
| 2023 | 2,405,159 | 1,799,271 | 4,204,430 | [ 註 7 ] | 6,589   | 11,519  |

## 車站周邊

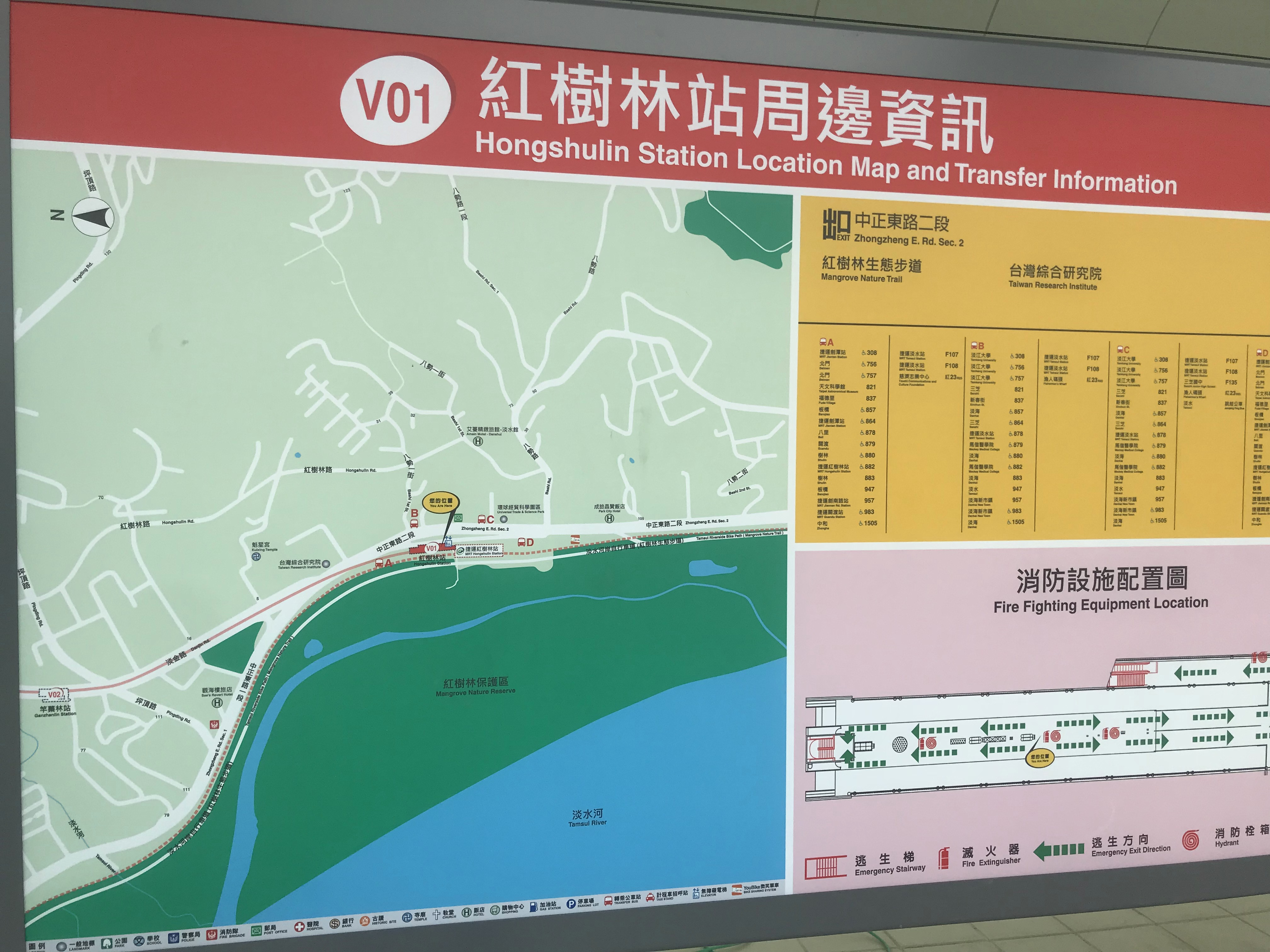
淡海輕軌紅樹林站周邊資訊牌

- 淡水河（八勢溪）
- 淡水河岸自行車道
- 淡水河紅樹林自然保留區
- 紅樹林生態教育館
- 台灣綜合研究院
- 環球經貿科學園區
- 魁星宮
- 台北淡水成旅晶贊飯店
- 星巴克紅樹林門市
- 新北市立圖書館淡海小書房
- 新北市公共自行車租賃系統
  - 捷運紅樹林站
  - 輕軌紅樹林站

## 公車資訊
| 編號      | 經營業者           | 區間                     | 備註                                               |
| --------- | ------------------ | ------------------------ | -------------------------------------------------- |
| 308       | 指南客運           | 淡江大學－捷運劍潭站     | 兩段票收費。 屬於臺北市區公車。                    |
| 756       | 指南客運           | 淡江大學-北門            | 三段票收費。 屬於臺北市區公車。                    |
| 757       | 指南客運           | 淡海－北門               | 三段票收費。 屬於臺北市區公車。                    |
| 821       | 中興巴士           | 三芝－天文科學館         | 四段票收費。 屬於新北市區公車。                    |
| 837       | 淡水客運           | 新春街－福德里           | 一段票收費。 屬於新北市區公車。                    |
| 837副線   | 淡水客運           | 捷運淡水站－福德里       | 原F107 一段票收費。 屬於新北市區公車。             |
| 837區間車 | 淡水客運           | 捷運淡水站－竹圍         | 原F108 一段票收費。 屬於新北市區公車。             |
| 853跳蛙   | 淡水客運           | 三芝－捷運紅樹林站       | 兩段票收費。 屬於新北市區公車。                    |
| 857       | 三重客運           | 淡海－板橋               | 三段票收費。 屬於新北市區公車。                    |
| 864       | 淡水客運           | 三芝－捷運劍潭站         | 四段票收費。 屬於新北市區公車。                    |
| 878       | 淡水客運           | 八里－捷運淡水站         | 三段票收費。 屬於新北市區公車。                    |
| 879       | 淡水客運           | 馬偕醫學院－關渡         | 三段票收費。 屬於新北市區公車。                    |
| 880       | 指南客運           | 淡海－樹林               | 三段票收費。 屬於新北市區公車。                    |
| 882       | 淡水客運           | 馬偕醫學院－捷運紅樹林站 | 二段票收費。 屬於新北市區公車。                    |
| 883       | 指南客運           | 淡海－捷運丹鳳站         | 二段票收費。 屬於新北市區公車。                    |
| 947       | 指南客運、淡水客運 | 淡水－板橋               | 三段票收費。 屬於新北市區公車。                    |
| 957       | 指南客運、淡水客運 | 淡海新市鎮－捷運劍南路站 | 行經洲美快速道路。 二段票收費。 屬於臺北市區公車。 |
| 983       | 淡水客運           | 淡海新市鎮－捷運關渡站   | 一段票收費。 屬於新北市區公車。                    |
| 紅23      | 三重客運           | 淡水－關渡               | 一段票收費。 屬於新北市區公車。                    |
| 跳蛙公車  | 淡水客運           | 石門－捷運紅樹林站       | 四段票收費。 屬於新北市區公車。                    |
| 跳蛙公車  | 淡水客運           | 淡海－板橋               | 三段票收費。 屬於新北市區公車。                    |
| 跳蛙公車  | 淡水客運           | 淡水－南港車站           | 三段票收費。 屬於新北市區公車。                    |
| 跳蛙公車  | 淡水客運           | 淡水－內湖科技園區       | 三段票收費。 屬於新北市區公車。                    |

## 腳註

### 備註
1. ↑  舊譯Hung Shulin Station (2003年以前)
2. ↑  不計算因納莉颱風的影響，9/17-部分路段停駛、9/19劍潭以北復駛[6]（p. 122-124、129）。
3. ↑  2018年12月23日營運開始，但免費。
4. ↑  108年（2019）新北市捷運統計年報（來源：新北捷運公司。2018年12月23日營運開始，2020年2月1日起開始收費，運量從此日開始計334天）[16]
5. ↑  109年（2020）新北市捷運統計年報（來源：新北捷運公司。）[17]
6. ↑  新北市政府統計資訊網111年（2021）1月份[19]-12月份[20]總計
7. ↑  新北市政府統計資訊網112年（2023）1月份[21]-12月份[22]總計

### 來源資料
1. ↑  黃紫緹，淡海輕軌12/23通車 加速帶動區域發展；明年6月起淡海輕軌將導入全國最多的9大行動支付工具 （页面存档备份，存于），台灣英文新聞，2018-12-18
2. ↑  賴筱桐，卸任前送大禮 朱立倫宣布淡海輕軌23日通車 （页面存档备份，存于），自由時報電子報，2018-12-18
3. ↑  交通部准了!! 淡海輕軌 12月23日通車典禮 24日起免費搭乘1個月 （页面存档备份，存于），新北大眾捷運股份有限公司
4. 1 2  . 臺北大眾捷運股份有限公司. 2021-01-15.
5. ↑  . 新北市統計資訊網. 新北市政府交通局. 2022-03-15  [2022-04-09]. （原始内容存档于2022-06-20）.
6. 1 2  徐榮崇. . 臺北市文獻委員會. 2015年12月: 頁121–132  [2019-12-28]. ISBN 9789860469875. （原始内容存档于2020-12-07）.
7. ↑  . 蘋果日報. 2003-11-24  [2020-12-27]. （原始内容存档于2021-01-12） （中文（臺灣））.
8. ↑  . 大紀元. 2003-11-23  [2020-12-27]. （原始内容存档于2014-01-15）.
9. ↑  交通部准了!! 淡海輕軌 12月23日通車典禮 24日起免費搭乘1個月 （页面存档备份，存于），新北捷運公司
10. ↑  淡海輕軌紅樹林站連通道7月完工 電扶梯搶先亮相（页面存档备份，存于） 自由時報電子報，2019-04-16
11. ↑  幾米遇上星巴克 淡海輕軌紅樹林門市 6月30日盛大開幕 （页面存档备份，存于），新北捷運公司
12. ↑  許端驛.淡海輕軌7月1日起班距縮短 紅樹林站連通道完工 （页面存档备份，存于），觀天下，2019-06-27
13. ↑  輕軌71起班距縮短 紅樹林站連通道完工 （页面存档备份，存于），紅樹林有線電視，2019-06-27
14. ↑  7月1日起淡海輕軌上午尖峰班距最短6分鐘1班車! （页面存档备份，存于），新北捷運公司
15. ↑  臺北捷運公司. . 2024-01-31  [2024-02-05]. （原始内容存档于2022-06-01）. 臺北市統計資料庫查詢系統
16. ↑  .  (PDF) (报告) 中華民國108年. 新北市政府捷運工程局: 頁44–48. 2020-06-04  [2020-06-06]. （原始内容存档 (PDF)于2020-06-07）.
17. ↑  .  (PDF) (报告) 中華民國109年. 新北市政府捷運工程局: 頁44–49. 2021-05  [2021-05-08]. （原始内容 (PDF)存档于2021-05-08）.
18. ↑  .  (PDF) (报告) 中華民國110年. 新北市政府捷運工程局: 頁42–47. 2022年5月  [2022-05-18]. （原始内容存档 (PDF)于2022-05-19）.
19. ↑  . 新北市政府交通局. 新北市政府主計處. 2022-02-20  [2024-02-05].
20. ↑  . 新北市政府交通局. 新北市政府主計處. 2023-01-20  [2024-02-05].
21. ↑  . 新北市政府交通局. 新北市政府主計處. 2023-02-20  [2024-02-05].
22. ↑  . 新北市政府交通局. 新北市政府主計處. 2024-01-20  [2024-02-05].

## 外部連結
- 臺北大眾捷運股份有限公司 （页面存档备份，存于）
- 新北大眾捷運股份有限公司 （页面存档备份，存于）
- 臺北市政府捷運工程局 （页面存档备份，存于）
- 新北市政府捷運工程局 （页面存档备份，存于）
- 紅樹林站位置圖（台北捷運公司） （页面存档备份，存于）
- 紅樹林站車站剖面相關位置圖（台北捷運公司） （页面存档备份，存于）
- 販賣店現況 （页面存档备份，存于）
- 淡海小書房 Danhai Reading Room - 新北市立圖書館各分館暨圖書閱覽室介紹 （页面存档备份，存于）